# Doncourt-lès-Conflans
Doncourt-lès-Conflans és un municipi francès situat al departament de Meurthe i Mosel·la i a la regió del Gran Est. L'any 2007 tenia 1.262 habitants.

## Demografia

### Població
El 2007 la població de fet de Doncourt-lès-Conflans era de 1.262 persones. Hi havia 434 famílies, de les quals 75 eren unipersonals (25 homes vivint sols i 50 dones vivint soles), 95 parelles sense fills, 219 parelles amb fills i 45 famílies monoparentals amb fills.
La població ha evolucionat segons el següent gràfic:
Habitants censats

### Habitatges
El 2007 hi havia 462 habitatges, 440 eren l'habitatge principal de la família, 1 era una segona residència i 21 estaven desocupats. 404 eren cases i 57 eren apartaments. Dels 440 habitatges principals, 349 estaven ocupats pels seus propietaris, 87 estaven llogats i ocupats pels llogaters i 4 estaven cedits a títol gratuït; 18 tenien dues cambres, 28 en tenien tres, 100 en tenien quatre i 295 en tenien cinc o més. 383 habitatges disposaven pel capbaix d'una plaça de pàrquing. A 162 habitatges hi havia un automòbil i a 259 n'hi havia dos o més.

### Piràmide de població
La piràmide de població per edats i sexe el 2009 era:
| Homes | Edats   | Dones |
| ----- | ------- | ----- |
| 0     | 95 o +  | 0     |
| 0     | 90 a 94 | 0     |
| 0     | 85 a 89 | 4     |
| 0     | 80 a 84 | 8     |
| 4     | 75 a 79 | 4     |
| 12    | 70 a 74 | 4     |
| 24    | 65 a 69 | 12    |
| 12    | 60 a 64 | 16    |
| 16    | 55 a 59 | 12    |
| 28    | 50 a 54 | 32    |
| 56    | 45 a 49 | 36    |
| 44    | 40 a 44 | 48    |
| 48    | 35 a 39 | 32    |
| 32    | 30 a 34 | 32    |
| 36    | 25 a 29 | 40    |
| 32    | 20 a 24 | 36    |
| 76    | 15 a 19 | 40    |
| 32    | 10 a 14 | 52    |
| 36    | 5 a 9   | 28    |
| 20    | 0 a 4   | 40    |

## Economia
El 2007 la població en edat de treballar era de 846 persones, 645 eren actives i 201 eren inactives. De les 645 persones actives 584 estaven ocupades (315 homes i 269 dones) i 61 estaven aturades (30 homes i 31 dones). De les 201 persones inactives 56 estaven jubilades, 79 estaven estudiant i 66 estaven classificades com a «altres inactius».

### Ingressos
El 2009 a Doncourt-lès-Conflans hi havia 424 unitats fiscals que integraven 1.226 persones, la mediana anual d'ingressos fiscals per persona era de 19.084 €.

### Activitats econòmiques
Dels 26 establiments que hi havia el 2007, 1 era d'una empresa alimentària, 1 d'una empresa de fabricació d'altres productes industrials, 12 d'empreses de construcció, 3 d'empreses de comerç i reparació d'automòbils, 1 d'una empresa de transport, 1 d'una empresa d'hostatgeria i restauració, 1 d'una empresa immobiliària, 4 d'empreses de serveis, 1 d'una entitat de l'administració pública i 1 d'una empresa classificada com a «altres activitats de serveis».
Dels 12 establiments de servei als particulars que hi havia el 2009, 1 era un taller de reparació d'automòbils i de material agrícola, 1 paleta, 3 guixaires pintors, 3 lampisteries, 1 electricista, 1 perruqueria i 2 agències immobiliàries.
Dels 2 establiments comercials que hi havia el 2009, 1 era una botiga de menys de 120 m² i 1 una botiga de roba.
L'any 2000 a Doncourt-lès-Conflans hi havia 6 explotacions agrícoles que ocupaven un total de 711 hectàrees.

## Equipaments sanitaris i escolars
El 2009 hi havia 1 escola maternal i 1 escola elemental.

## Poblacions més properes
El següent diagrama mostra les poblacions més properes.